# وفاة أحمد جابر القطان
أحمد جابر علي القطان بحريني يبلغ من العمر 17 أو 16 سنة عندما توفي في مستشفى يوم 6 أكتوبر عام 2011 بعد اصابته في الصدر والبطن بأعيرة نارية أطلقت من قبل قوات الأمن البحرينية خلال احتجاجات عام 2011. تعتقد العديد من منظمات حقوق الإنسان في البحرين أن استخدام البنادق ضد البشر محظور بموجب القانون الدولي في حين لا تعترف وزارة الداخلية بهذا الحظر. ذكرت وزارة الداخلية أن هناك تجمع لعشرين شخص في أبو صيبع الذين سدوا الطرق وتدخل رجال الشرطة لتفريقهم. بدأ نشطاء في تنفيذ سلسلة من الاحتجاجات الضخمة بعد جنازته.

## الخلفية
كجزء من سلسلة من الاحتجاجات التي وقعت في مختلف أنحاء العالم العربي في أعقاب التضحية بالنفس والموت في نهاية المطاف من محمد البوعزيزي في تونس نزل البحرينيون الشيعة إلى الشوارع مطالبين بحريات أكبر. كان ينظر إلى هذه الخطوة على أنها قد تكون لزعزعة الاستقرار للنظام الذي يقوده السنة وبعد ذلك قامت الحكومة بحملة أمنية وحشية لاخماد الاحتجاجات وخاصة المجال الطبي بعد الاستعانة بقوات درع الجزيرة بقيادة المملكة العربية السعودية. استعانت الحكومة البحرينية أيضا بمرتزقة من باكستان للحفاظ على الأمن ضد المحتجين ومع ذلك استمرت الاحتجاجات متقطعة بشكل أقل.
وفقا لجمعية الوفاق الوطني الإسلامية الشيعية المعارضة ومركز البحرين لحقوق الإنسان فإن القطان كان يبلغ من العمر 16 سنة بينما ذكرت الحكومة أنه كان يبلغ من العمكر 17 سنة.

## الوفاة
شارك عدد من المحتجين في مظاهرة في أبو صيبع بدأت في وقت متأخر من الليل من 6 أكتوبر. قالت هيئة شؤون الإعلام أن القطان كان في أبو صيبع غرب العاصمة المنامة التي شهدت اشتباكات في مساء ذلك اليوم. قالت أن شبان أغلقوا الطرق وأضرموا النار في صناديق القمامة وقامت الشرطة باطلاق الغاز المسيل للدموع وقنابل الصوت عندما تعرضوا لهجوم بالحجارة والقنابل الحارقة.
قال شهود مجهولين لموقع مرآة البحرين المعارض: "كنا 70 متظاهرا وكان أحمد في الجبهة وتعرضنا لكمين من قبل قوات الأمن الذين كانوا يقفون على بعد 10 أمتار فقط عنا. لم يستخدموا الرصاص المطاطي أو الغاز المسيل للدموع بل استخدموا طلقات نارية. أصيب أحمد في الصدر وأصيب متظاهر آخر بجروح في البطن. كان يحاول حماية المتظاهرين الذين كانوا واقفين خلفه وركضنا للاختباء وفر أحمد لمسافة قصيرة ثم سقط ودعا صديقه "أحمد أمسكني أريد أن أتنفس" وكانت تلك كلماته الأخيرة. وأضاف: "متظاهر شاب كان يختبئ وراء مبنى هرع إلى القطان حيث حمله مع محتجين آخرين وذهبوا به عبر المزارع لتجنب التعرض للمطاردة من قبل الشرطة في البداية لم نكن نعرف ما يجب القيام به ولذلك قمت بالتغريد عبر تويتر لأشخاص معينين مثل جمعية الوفاق وبعض الناشطين في مجال حقوق الإنسان. كانت أول استجابة من يوسف المحافظة من مركز البحرين لحقوق الإنسان الذين اتصلوا بعض المسعفين. جاء المسعفون ولكن لم يجدوا نبض وطلبوا نقل أحمد إلى المستشفى. في مستشفى البحرين الدولي الذي يقع في قرية جد حفص قام المسعفون من المستشفى بتثبيت الأدوات الطبية للقطان وبعد 15 دقيقة أعلن عن وفاته وطلبوا منا الرحيل فورا لتجنب الاعتقال. المحافظة الناشط في مجال حقوق الإنسان كان أول من أعلن عن وفاة أحمد من مستشفى البحرين الدولي".
بعد وفاته تم نقل جثة أحمد إلى مستشفى البحرين الدولي حيث تم فحصه في البداية. وفي وقت لاحق تم نقله إلى مشرحة مستشفى السلمانية لتشريح الجثة. طلب من شقيق أحمد الأكبر سنا الحضور إلى مستشفى البحرين الدولي. في المستشفى دون أن يوضحوا أي شيء لأخيه أنهم اتخذوا قرار بنقل أحمد إلى مشرحة مستشفى السلمانية. لمدة 20 دقيقة تم إيقاف شقيق أحمد من قبل قوات الأمن لمنعه الوصول إلى المشرحة حيث يتواجد جثمان أحمد. بعد حين حاول مرة أخرى ولكن هذه المرة صرخ ضابط جهاز الأمن الوطني في وجهه. عندما أوضح شقيق أحمد أنه يحاول فقط رؤية جثة أخيه وأن الأمن لا يجب أن يتصرف بهذه الطريقة. أجاب الضابط «أنا جندي وأستطيع أن أفعل ما أريد معك الآن». وفي وقت لاحق تحدث رجل شرطة في ملابس مدنية للأسرة. قال لهم أن أحمد توفي وفاة طبيعية ولا يحتوي صدره على أعيرة نارية وأن جسده سليم تماما من أي إصابات. ثم سألوا الأسرة أن تجلب له بعض ملابس أحمد من أجل التحقيق في سبب وفاته. لم يسمح لعائلته رؤية الجثمان حتى صباح اليوم التالي.
استجاب أحد المحامين لصرخات العائلة على تويتر وحضر معهم إلى مقر اللجنة البحرينية المستقلة لتقصي الحقائق. سمحت قوات الأمن للجشي وزميلها لدخول المشرحة حيث أعلن النائب العام أن السبب المباشر للوفاة كان الإصابة بطلقات نارية التي مرت عبر قلب أحمد وتسببت في نزيف حاد.

## بعد
ذكرت وزارة الداخلية أن أحمد القطان توفي نتيجة مشاكل في الجهاز التنفسي ونزيف دم شديد من دون أن يذكروا السبب. في بيان آخر قالت الوزارة أنها فتحت تحقيق في الحادث «بعد تقرير الطبيب الشرعي من النيابة العامة بشأن نسبة الوفاة إلى إصابة» من شوزن ولكن لم يصف تحت أي ظرف كان القطان أصيب بجروح قاتلة. قال البيان إن «الإجراءات القانونية ستتخذ وفقا لنتائج التحقيق». علاوة على ذلك ذكرت وكالة أنباء البحرين أن أحمد توفي من قبل الشرطة.
في 8 أكتوبر بعد يومين من وفاة أحمد صرح نواف العوضي المحامي العام للمحافظة الشمالية أن الشرطة لم تستخدم الشوزن وأن الطلقات النارية التي وجدت في جسم أحمد لا تتطابق مع تلك المستخدمة من قبل وزارة الداخلية. قال العوضي أيضا أن التحقيقات لا تزال جارية للعثور على الأشخاص الذين قاموا بنقل الجسم إلى المستشفى للتحقيق معهم.
قال نشطاء شيعة أن القطان توفي نتيجة طلقات شوزن ووزعت صورا لجثته في المشرحة. قالت مريم الخواجة من مركز البحرين لحقوق الإنسان: «قتل أحمد برصاص قوات الأمن من مسافة قريبة خلال احتجاج عن طريق الشوزن الذي يبدو أنه قد اخترق قلبه و/أو الرئة وتسبب في وفاته». ذكرت جمعية الوفاق في بيان: «إن قوات الأمن قتلت الفتى أحمد القطان بعد اطلاق النار عليه بشوزن المحرم دوليا (..) الكثير من الناس الذين أصيبوا نتيجة لاستخدام القوة من جانب قوات الأمن يخافون الذهاب إلى المستشفيات لأنهم سيعتقلون».

### الجنازة والاحتجاجات
أقيمت الجنازة بعد ظهر يوم 7 أكتوبر. وضعت قوات الأمن حواجز على الطرق لمنع الناس من حضور الجنازة ولكن حضر عدة آلاف الجنازة التي يعتقد أنها ستكون أحد أكبر الجنائز مشاركة منذ عدة أشهر. بلغ عدد المشيعين الذين شاركوا في جنازة القطان حوالي 10 آلاف مشيع. تحركت المسيرة الجنائزية من خلال قرى جنوسان والشاخورة وكرانة حيث حمل المشاركين أعلام البحرين مع ترداد شعارات: «نفديك يا البحرين» و«يسقط حمد» في إشارة إلى الملك حمد الذي ينتمي إلى أسرة آل خليفة التي تحكم البحرين منذ نحو 230 عاما. دفن القطان في مسقط رأسه الشاخورة.
بعد الجنازة سار مئات المشيعين نحو دوار برغرلاند حيث كانت قوات الشرطة متواجدة بشكل كبير. استخدمت الشرطة الغاز المسيل للدموع وقنابل الصوت والرصاص المطاطي لتفريق المتظاهرين مما أدى إلى إصابة ما لا يقل عن 11 متظاهرا وفقا لنشطاء. رمى بعض المحتجين الحجارة على الشرطة. قال مراسل قناة الجزيرة في البحرين: «كان من المتوقع حدوث إصابات على الرغم من المشهد الفوضوي». وقال أنه رأى أربعة متظاهرين مصابين بجروح ثلاثة منهم على ما يبدو بسبب الرصاص المطاطي. في الليل توقفت الاشتباكات.
قالت وزارة الداخلية أنها «منعت مجموعة من المخربين في شارع البديع بعد جنازة أحمد جابر مما أدى إلى تدخل قوات الأمن لإعادة الوضع إلى طبيعته».
يوم 10 أكتوبر أي بعد 3 أيام من جنازة أحمد حيث كان من المفترض تؤدية طقوس الحداد النهائية التي ستعقد في الشاخورة منعت قوات الأمن جميع الطرق المؤدية إلى الشاخورة لمنع الناس من المشاركة في طقوس الحداد. ذكرت قناة الجزيرة أن قوات الأمن أطلقت الرصاص المطاطي والغاز المسيل للدموع على عشرات المحتجين الذين كانوا يحاولون بدء مظاهرة بعد انتهاء طقوس الحداد وتم القبض على بعض المتظاهرين.

## ردود الفعل المحلية والدولية
- قال النائب النيابي السابق عن جمعية الوفاق مطر مطر أن: «كان هناك شعور كبير من الغضب اليوم بسبب زعم الحكومة أنها ستحقق في الوفاة وأنه تم تشكيل لجنة مستقلة للمراقبين ولكن الإصابات والوفيات لا تزال تحدث للنساء والأطفال. يجب أن نكون حذرين». أصدرت الجمعية البيان التالي: «إن استشهاد الشاب أحمد يندرج في إطار القمع المنهجي للمطالبين بالديمقراطية في البحرين».
- قالت حسيبة حاج صحراوي نائبة مدير برنامج الشرق الأوسط وشمال أفريقيا في منظمة العفو الدولية: «يجب التحقيق في الوفاة المأساوية لأحمد جابر القطان بشكل مستقل وإحالة المسؤولين إلى العدالة إذا ما تبين أن قوات الأمن فتحت النار على المتظاهرين السلميين عندما لم يكونوا في حالة تهدد الحياة الذي من شأنه أن يكون مرة أخرى حالة غير مقبولة أخرى من الاستخدام المفرط للقوة».